# Possos
Possos ou apossos (em posso: Akpɔsɔ) é um grupo étnico que vive na região de Plateau no sul do Togo, a oeste de Atakpamé, e do outro lado da fronteira em Gana. Sua língua étnica é posso.